# Phil Vincent
Philip Conrad Vincent (14 de marzo de 1908 - 27 de marzo de 1979) fue un diseñador y fabricante de motocicletas británico.  Fundador de Vincent Motorcycles, sus diseños influyeron en el desarrollo de las motocicletas en todo el mundo. 

## Primeros años

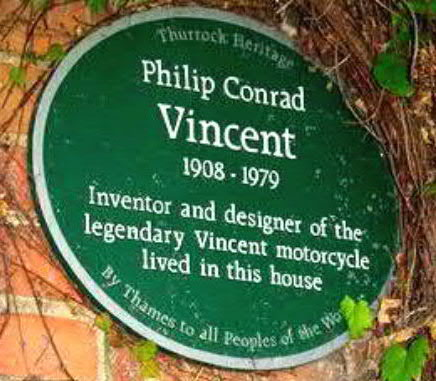
Placa dedicada en 2002 por Thurrock Heritage en el lado de High House, Horndon-on-the-Hill, Essex

Philip Conrad Vincent nació en Wilbraham Gardens, Fulham , el 14 de marzo de 1908. Su madre, Ada Vincent, regresó de Argentina para tener a sus hijos con el fin de que obtuvieran la ciudadanía británica. La familia era propietaria de una ganadería entre Monte Buey y Monte Maíz, en la provincia de Córdoba, Argentina. Su educación comenzó en St. George's, una escuela preparatoria británica en Quilmes, un suburbio de Buenos Aires. Fue enviado de regreso a Inglaterra para vivir con su tío, John Vincent, que era veterinario y vivía en High House, Horndon on the Hill, Essex. La educación de Philip continuó allí junto con sus dos hermanas, Gwendoline y Marjorie, una prima y otros cuatro niños locales. Pasó un año en la Escuela Preparatoria Downsend, en Leatherhead. Luego fue aceptado en la Escuela Harrow, donde, en el sanatorio escolar, convaleció durante un período de tres semanas por una enfermedad menor en compañía de otro paciente, un entusiasta de las motocicletas que le transmitió la pasión por el mundo de las dos ruedas.
Philip compró su primera motocicleta, una BSA de 350 cc de segunda mano en los almacenes Gamages de Holborn en la Navidad de 1924. Esta moto vibraba terriblemente y fue reemplazada por una ABC. Vincent diseñó su primera bicicleta en 1925. Acudió a la Universidad de Cambridge en octubre de 1926 para leer sobre Ciencias Mecánicas en el Kings College. Su padre estuvo de acuerdo en que pudiera tomarse un descanso de la universidad para desarrollar su primera "Vincent Special", con un motor MAG de 350 cc, en 1927. En 1928 había registrado una patente para su diseño de suspensión trasera en voladizo y dejó Cambridge antes de graduarse. El prototipo utilizaba su propio diseño de bastidor en forma de diamante construido a partir de tubos cortos, unidos en sus extremos con nudos-abrazadera preformados de acuerdo con la tecnología de la época, combinado con su suspensión trasera en voladizo de doble resorte y amortiguación por fricción. Otros componentes principales que se agregaron fueron las horquillas delanteras Webb, los frenos Royal Enfield, la caja de cambios Moss y el tanque de combustible McEvoy.

## Fabricación
Philip formó su primera compañía con Frank Walker, un amigo de la familia. Howard R Davies, fundador de la marca HRD y ganador en 1924 del Tourist Trophy de la Isla de Man, atravesaba dificultades financieras en 1928. Philip, con el respaldo de su familia y su negocio de ganadería, pudo adquirir la marca, el nombre y los restantes repuestos de HRD por 450 libras. La compañía se rebautizó rápidamente con el nombre de Vincent HRD Co., Ltd., y el logotipo apareció con The Vincent agregado en letras muy pequeñas en la parte superior del gran HRD.  Vincent diseñó una motocicleta nueva con su propio cuadro en voladizo y la comercializó como Vincent HRD, con la opción de utilizar motores JAP o Rudge . 
En 1928, la primera motocicleta Vincent-HRD utilizó un motor de un solo cilindro JAP sobre un chasis en voladizo diseñado por Vincent.  El primer ejemplar conocido se encuentra en Canberra, Australia. Algunas de las primeras motocicletas utilizaban motores Rudge-Python. Pero después de un desastroso TT de la Isla de Man de 1934, con problemas de motor y las tres motos inscritas que no pudieron terminar, Philip Vincent (con Phil Irving , quien se unió al negocio en 1931) decidió construir sus propios motores. 
En 1935 estuvo lista la primera motocicleta con motor Vincent, la 499.  Se lanzó el modelo Comet con un propulsor de 499 cc, seguido rápidamente por la Serie A Rapide de 998 cc en 1936.  Durante la Segunda Guerra Mundial, cuando la producción de motocicletas cesó con la producción de armamentos, Philip Vincent y Phil Irving diseñaron el motor de dos cilindros Serie B con caja de cambios integral que impulsaba la Serie B Rapide. Este motor, producido a partir del cese de las hostilidades, se desarrolló aún más para impulsar los legendarios modelos Vincent Black Shadow y Black Lightning. En 1949 se eliminaron del logotipo las letras "HRD", para evitar confusiones con la "HD" de Harley Davidson en el importante mercado estadounidense.
Philip Vincent también experimentó con vehículos de tres ruedas, vehículos anfibios y automóviles.  En 1932 apareció el primer vehículo de tres ruedas, "The Vincent Bantam", impulsado por un motor SV JAP 293 cc o por un Villiers de 250 cc.  Era una pequeña furgoneta de reparto de 250 kg, con un asiento de automóvil y un volante.  El Bantam costaba 57 libras y 10 chelines, y la opción con parabrisas y capota costaba 5 libras y 10 chelines más. La producción cesó en 1936.

## Articulista
Durante la década de 1960, Vincent apareció en revistas de motociclismo, escribiendo artículos técnicos como colaborador independiente. 
Utilizaba su filiación completa, Phil Vincent C Eng , AMI Mech E , AMIPE ( Ingeniero colegiado , Miembro Asociado de la Institución de Ingenieros Mecánicos y Miembro Asociado de la Institución de Ingenieros de Producción, respectivamente) para firmar en la revista Motor Cycle, y - de acuerdo con el estilo de la casa - bajo la simple abreviatura "P.C.V." en Motorcycle Sport . 
Ejemplos de los trabajos de Vincent: 
- Phil Vincent on oils (1964)[6]
- Spring frame design (1966)[7]
- Three Cylinder engines for roadsters? (1966)[8]
- Vincent suggests a 32-cylinder racer (1967)[9]
- Modern lubrication problems (1969)[10]
- A visit to Castrol (1969)[11]
- PCV on horsepower (1969)[12]

## Últimos años
Después del fracaso comercial de Vincent Motorcycles en 1955, Philip trabajó en la producción de pequeños motores industriales, dejando su fábrica de Stevenage por última vez en 1960.  Luego trabajó como vendedor de automóviles y escritor mientras continuaba con su dedicación técnica de por vida trabajando en un concepto de motor rotativo, que le costó la mayor parte de su dinero.
Colaboró con el escritor Roy Harper en varios libros a principios de la década de 1970, incluyendo su autobiografía titulada PCV , antes de sufrir apoplejía y problemas cardíacos.
Philip Conrad Vincent murió en 1979 en el Hospital Ashford en Middlesex tras una larga enfermedad.  Sus cenizas se entierraron en la sepultura familiar en la iglesia de San Pedro y San Pablo, Horndon-on-the-Hill, Essex.

## Lecturas relacionadas
- The Vincent HRD Story. Roy Harper. Vincent Publishing Company 1975
- PCV: The autobiography of Philip Vincent. Vincent Publishing Company 1976